# گایافنزین
گایافنزین (به انگلیسی: Guaifenesin)
رده درمانی: خلط آور
اشکال دارویی: شربت

## موارد مصرف
گایافنزین به عنوان یک خلط‌آور برای درمان علامتی سرفه ناشی از سرماخوردگی و عفونت‌های خفیف دستگاه تنفس فوقانی مصرف می‌شود.البته طبق مطالعات(ذکر شده در کتاب اسنشیال نلسون ۲۰۱۶،فصل سرماخوردگی)، گایافنزین در مقایسه با پلاسبو در درمان علائم سرماخوردگی موثرتر نبوده است.

## مکانیسم اثر
اثر خلط آوری این دارو، از طریق افزایش حجم ترشحات و کاهش چسبندگی ترشحات نای و نایژه‌ها صورت می‌گیرد. بنابراین گایافنزین معمولاً اثربخشی سرفه را افزایش داده و خروج خلط را تسهیل می‌کند.

## عوارض جانبی
اسهال، سرگیجه، سردرد، تهوع یا استفراغ، بثورات پوستی، درد معده و کهیر از عوارض نادر این دارو هستند.